# بیله‌جک
بیله‌جک (به ترکی استانبولی: Bilecik) شهری است در کشور ترکیه که در استان بیله‌جک واقع شده‌است. جمعیت این شهر بر اساس سرشماری سال ۲۰۰۸ میلادی ۳۹٬۴۵۳ نفر و بر اساس برآوردهای سال ۲۰۰۹ میلادی ۴۶٬۴۰۳ نفر می‌باشد.
بیلیجیک به رغم کم جمعیت بودن ، شهری صنعتی اقتصادی است که برند های مهمی در ان وجود دارد . برند هایی چون دنیز تا و لایمسک زادگاهشان در شهر بیلیجیک ترکیه ، مرکز استان بیلیجیک می باشد
این منطقه در اوایل 3000 سال قبل از میلاد به وجود آمد و بخشی از قلمرو کنترل شده توسط تمدن های قابل توجه زیادی از جمله هیت، فریگایی ها، لیدی ها، ایرانیان، رومی ها و بیزانس ها بوده است.
در این شهر منطقه ای به نام Söğüt وجود دارد که شهر کوچکی است که امپراتوری عثمانی در سال 1299 در آن جا تأسیس شد و منبع مهم باستان شناسی و همچنین آثار فرهنگی این شهر است.
در منطقه Söğüt یک سایت برای علاقه مندان به موزه قومشناسی وجود دارد.
Bilecik به دلیل وجود خانه های قدیمی شهرت دارد.
برخی از سایت های دیگر مورد علاقه در استان عبارتند از: مسجد عثمان غازی و مسجد ارواح غازی، مسجد کپریلو ممتحث پاشا، کاروانسرا، مقبره های کاپیتیکا، مسجد رستم پاشا و غرفه گلیان...
```
 
[
۲
]
[
۳
]
```